# داریو فرانکو
داریو فرانکو (انگلیسی: Darío Franco؛ زادهٔ ۱۷ ژانویهٔ ۱۹۶۹) بازیکن فوتبال اهل آرژانتین است.
از باشگاه‌هایی که در آن بازی کرده‌است می‌توان به باشگاه فوتبال نیولز اولد بویز، باشگاه فوتبال اطلس، و باشگاه فوتبال رئال ساراگوسا اشاره کرد.
وی همچنین در تیم ملی فوتبال آرژانتین بازی کرده‌است.